# Station Amiens
Station Amiens is een spoorwegstation in de Franse stad Amiens. Het station wordt aangedaan door de  Intercités en is ook een lokaal knooppunt van het Transport express régional.

## Treindienst
| Serie | Treinsoort    | Route                                                                                | Bijzonderheden |
| ----- | ------------- | ------------------------------------------------------------------------------------ | -------------- |
| C 10  | TER (SNCF)    | Paris-Nord – Creil – Longueau – Amiens                                               |                |
| K 10  | TER (SNCF)    | Paris-Nord – Creil – Clermont-de-l'Oise – Saint-Just-en-Chaussee – Longueau – Amiens |                |
| K 11  | TER (SNCF)    | Paris-Nord – Longueau – Amiens                                                       |                |
| K 16  | TER (SNCF)    | Paris-Nord – Longueau – Amiens – Abbeville – Boulogne-Ville – Calais-Ville           |                |
| K 20  | TER (SNCF)    | Amiens – Ham (Somme) – Saint-Quentin                                                 |                |
| K 21  | TER (SNCF)    | Amiens – Abbeville – Boulogne-Ville – Calais-Ville                                   |                |
| K 44  | TER (SNCF)    | Lille-Flandres – Douai – Arras – Albert – Amiens                                     |                |
| K 45  | TER (SNCF)    | Lille-Flandres – Douai – Arras – Albert – Amiens – Saint-Roch – Rouen-Rive-Droite    |                |
| K 90+ | TER GV (SNCF) | Dunkerque – Lille Europe – Arras – Amiens                                            |                |
| P 10  | TER (SNCF)    | Creil – Saint-Just-en-Chaussée – Longueau – Amiens                                   |                |
| P 20  | TER (SNCF)    | Amiens – Chaulnes – Tergnier – Laon                                                  |                |
| P 21  | TER (SNCF)    | Albert – Amiens – Saint-Roch – Abbeville                                             |                |
| P 22  | TER (SNCF)    | Arras – Albert – Amiens                                                              |                |
| P 23  | TER (SNCF)    | Amiens – Longueau – Montdidier – Compiègne                                           |                |
| P 45  | TER (SNCF)    | Amiens – Saint-Roch – Rouen-Rive-Droite                                              |                |